# Jean-Noël Huck
Jean-Noël Huck (ur. 12 grudnia 1948) to francuski były zawodowy piłkarz i menadżer.
Jest ojcem innego piłkarza, Williego Hucka.